# Style capsule
Le style capsule est une méthode d'escalade de big walls. Elle est adaptée aux falaises dont l'ascension nécessite plusieurs semaines. C'est une méthode assez lourde qui demande le hissage de lourdes charges sur la paroi.

## Technique
Un camp de base est établi. Depuis ce camp, une équipe de grimpeurs (ou deux en alternance) passe la première journée à grimper soit en libre soit en escalade artificielle pour poser des cordes fixes. Le lendemain, ils remontent sur les cordes fixes avec un jumar pour continuer depuis le point le plus haut atteint. Quand, après quelques jours, ils sont à court de corde fixe, ils établissent un camp temporaire à base de portaledges près du plus haut niveau atteint. Ils hissent le matériel jusqu'à ce camp et continuent ainsi.
Yann Mimet, Martial Dumas, Sam Beaugey et Jean-Yves Fredriksen hissaient, par exemple, 300 kg sur l'ascension d'Azazel.